# 和泉国
和泉国（いずみのくに/いづみのくに）は、日本の地方行政区分である令制国の一つ。畿内に属する。

## 沿革

### 古代
和泉地方の古名は「チヌ」（茅渟、血沼、珍）といった。
もともとは「泉」一字で表記された。「和泉」の国名は、和銅6年（713年）の諸国郡郷名著好字令により国名を二字にする必要があり、佳字の「和」を付与したものにしたためで、「和」は読まない。現在の大阪府和泉市の市名は、かつて市内府中町に国府があったことに由来する。
『続日本紀』によれば、霊亀2年（716年）3月27日に河内国から和泉郡・日根郡を割き、さらに同年4月13日に同国大鳥郡を併せて和泉監が建てられた。元正天皇の離宮（珍努宮、茅渟宮、和泉宮とも）がこの地に造営されたことが、国司ではない監という特別な官司の設置の理由であると見られる。国と異なる特別な機関ではあったが、この時期のものとされる木簡に、「和泉国和泉」（郡）とあるものが見え、領域名称としては、この当時から「和泉国」と呼ばれることがあったようである。
その後、天平12年（740年）8月20日に和泉監は廃止されて河内国に戻されたが、天平勝宝9歳（757年）5月8日に再度分離して和泉国が設置された。『日本紀略』によれば、天長2年（825年）3月30日、摂津国から東生・西生・百済・住吉の4郡を和泉国に編入しようとしたが、地元の反対があったため、同年閏7月21日に取り止めとなった。

### 近代
明治4年（1871年）に摂津国との境界が堺大小路、長尾街道（大津道）から大和川に変更された（ただし、長尾街道以北でも、旧 北庄村・西万屋新田は以前から和泉国）。
- 「旧高旧領取調帳」に記載されている明治初年時点での国内の支配は以下の通り（352村・170,885石余）。幕府領の一部は岸和田藩預地であった。太字は当該郡内に藩庁が所在。国名のあるものは飛地領。
  - 大鳥郡（117村・51,595石余） - 幕府領、旗本領、田安徳川家、一橋徳川家、伯太藩、岸和田藩、相模小田原藩
  - 和泉郡（84村・30,993石余） - 幕府領、一橋徳川家、吉見藩、伯太藩、岸和田藩、下総関宿藩、大和小泉藩、山城淀藩
  - 南郡（74村・32,759石余） - 幕府領、京都守護職役知、岸和田藩、山城淀藩
  - 日根郡（77村・55,538石余） - 幕府領、京都守護職役知、岸和田藩、常陸土浦藩、近江三上藩、山城淀藩
- 慶応4年（1868年）
  - 1月22日 - 新政府が大坂町奉行の管轄地域に大坂鎮台を設置。幕府領・旗本領などを管轄。
  - 1月27日 - 大坂鎮台を大坂裁判所に改称。
  - 5月2日 - 大坂裁判所が廃止され、大阪府の管轄となる。
  - 6月22日 - 大阪府のうち和泉国の管轄地域が分立して堺県が発足。堺町大小路以北が大阪府、以南が堺県の管轄となる。
  - 7月 - 京都守護職役知が堺県の管轄となる。
  - 10月 - 大阪府との境界を大和川に定める。
- 明治2年（1869年）
  - 2月 - 関宿藩領が堺県の管轄となる。
  - 8月 - 一橋徳川家領、田安徳川家領が堺県の管轄となる。
- 明治3年（1870年）
  - 2月 - 土浦藩領、旧幕府領のうち岸和田藩預地[注釈 2]が堺県の管轄となる。
  - 近江三上藩が日根郡に藩庁を移転して吉見藩となる。
  - このころ小田原藩領が堺県に移管か。
- 明治4年（1871年）7月14日 - 廃藩置県により藩領が伯太県、岸和田県、吉見県および小泉県、淀県の飛地となる。
- 明治4年（1871年）11月22日 - 第1次府県廃合により全域が堺県の管轄となる。
- 明治14年（1881年）2月7日 - 第2次府県統合により大阪府の管轄となる。

## 国内の施設

### 国府
国府所在地を記した文献は次の通り。

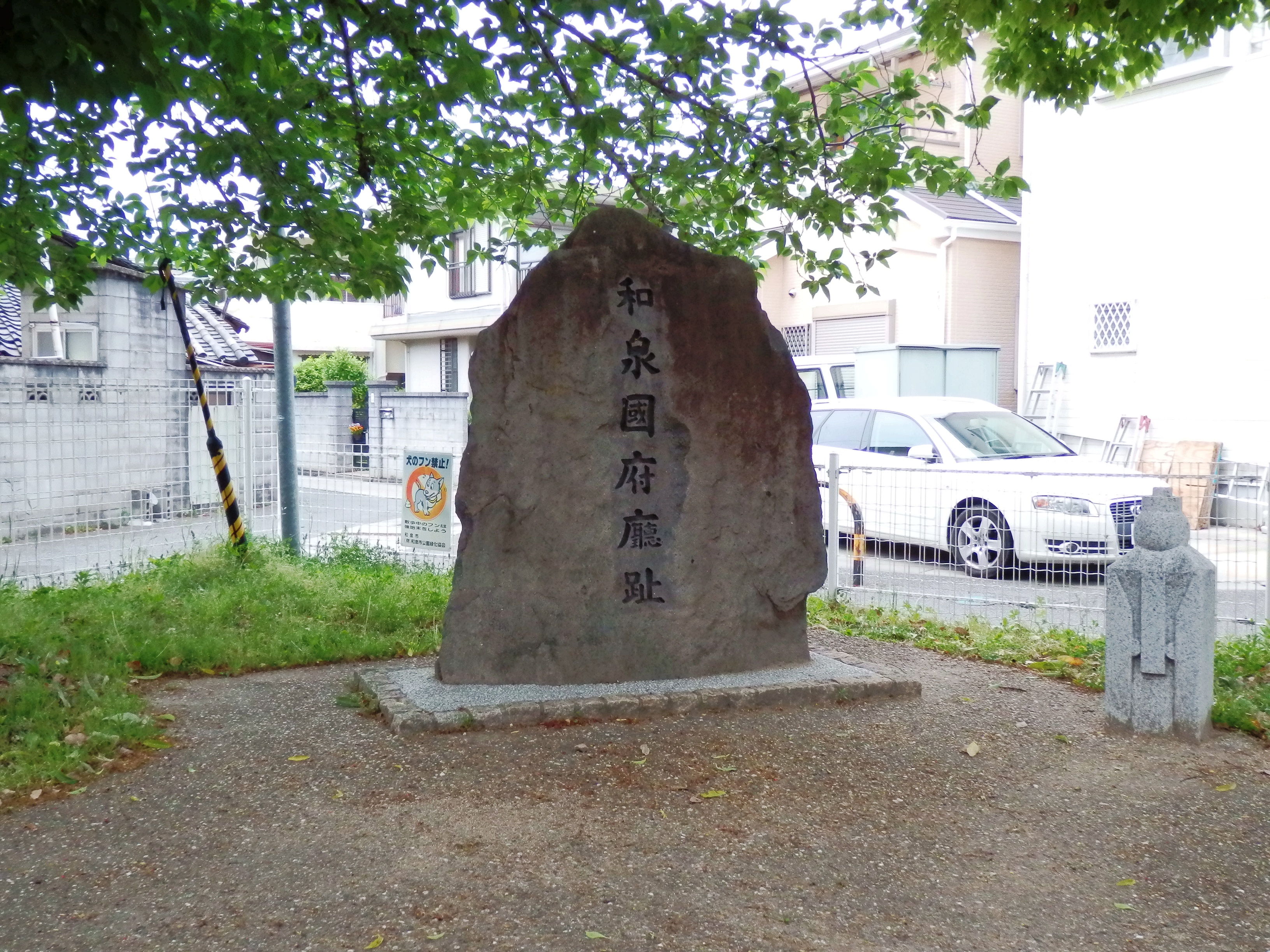
御館山公園に建つ国府庁趾碑
（和泉市府中町五丁目）

- 『和名抄』（平安時代中期成立）では、「和泉郡」[3]
- 『拾芥抄』（鎌倉時代中期から南北朝時代成立）では、「和泉郡」[4]
- 『節用集』（室町時代中期成立）では、「和泉郡」[5]

国府跡は、現在の大阪府和泉市府中町の府中遺跡（北緯34度29分7.97秒 東経135度25分45.16秒 / 北緯34.4855472度 東経135.4292111度）とされる。

### 国分寺・国分尼寺
- 和泉国分寺跡 （大阪府和泉市国分町）
国分寺推定跡地上に、後継寺院の護国山福徳寺（北緯34度26分13.75秒 東経135度29分4.11秒 / 北緯34.4371528度 東経135.4844750度）が所在。

和泉国内には、僧寺だけで尼寺は設置されなかったと推察されている。

### 神社
延喜式内社
『延喜式神名帳』には、大社1座1社・小社61座52社の計62座53社が記載されている（和泉国の式内社一覧参照）。大社1社は以下に示すもので、名神大社である。
- 大鳥郡 大鳥神社
  - 比定社：大鳥大社（大鳥神社、大阪府堺市西区鳳北町、北緯34度32分9.19秒 東経135度27分36.81秒 / 北緯34.5358861度 東経135.4602250度）

総社・一宮以下
- 総社：五社総社 （大阪府和泉市府中町）[6] - 泉井上神社（北緯34度29分13.46秒 東経135度25分39.53秒 / 北緯34.4870722度 東経135.4276472度）境内。国府そばにあり、五宮までの神が祀られている
- 一宮：大鳥大社 （大阪府堺市西区鳳北町）[6]
- 二宮：泉穴師神社 （大阪府泉大津市豊中町、北緯34度29分47.57秒 東経135度25分11.19秒 / 北緯34.4965472度 東経135.4197750度）[6]
- 三宮：聖神社 （大阪府和泉市王子町、北緯34度30分4.27秒 東経135度26分48.98秒 / 北緯34.5011861度 東経135.4469389度）[6]
- 四宮：積川神社 （大阪府岸和田市積川町、北緯34度25分30.12秒 東経135度26分22.34秒 / 北緯34.4250333度 東経135.4395389度）[6]
- 五宮：日根神社 （大阪府泉佐野市日根野、北緯34度22分25.36秒 東経135度20分37.01秒 / 北緯34.3737111度 東経135.3436139度）[6] - 1501年の文書には四宮と記されている。

### 守護所
国府のそばにあったが、室町時代に堺に移った。

### 安国寺利生塔
- 安国寺 - 大阪府堺市家原寺町にあった。
- 利生塔 - 久米田寺 （大阪府岸和田市池尻町久米田寺）

### 城郭
- 深井城 （大阪府堺市）
- 岸和田城 （大阪府岸和田市）
- 積善寺城 （大阪府貝塚市）
- 千石堀城 （大阪府貝塚市）

## 地域
和泉国内において、北部は泉北（せんぼく）、南部は泉南（せんなん）と呼ばれる。

### 郡
- 大鳥郡
- 和泉郡（泉郡とも表記）
- 南郡（13世紀頃に和泉郡より分割）
- 日根郡

#### 明治期の改廃
- 明治4年（1871年）9月、摂津国住吉郡の大和川以南の部分を大鳥郡への編入
- 明治29年（1896年）4月1日に大鳥郡・和泉郡を泉北郡に統合
- 明治29年（1896年）4月1日に南郡・日根郡を泉南郡に統合

### 現在の行政区分
旧和泉国の地域は泉北と泉南に分けられる。なお次の地域は河内国に属した。
- 堺市のうち、東区全域、美原区全域、北区の一部（旧 金岡村・北八下村）

また次の地域は1871年（明治4年）まで摂津国に属した。
- 堺市のうち、堺区の一部（大小路以北の堺市街地、旧 三宝村のうち弥三次郎新田と南島新田、旧 向井町のうち七道村と遠里小野村）、北区の一部（旧 五箇荘村）

#### 泉北

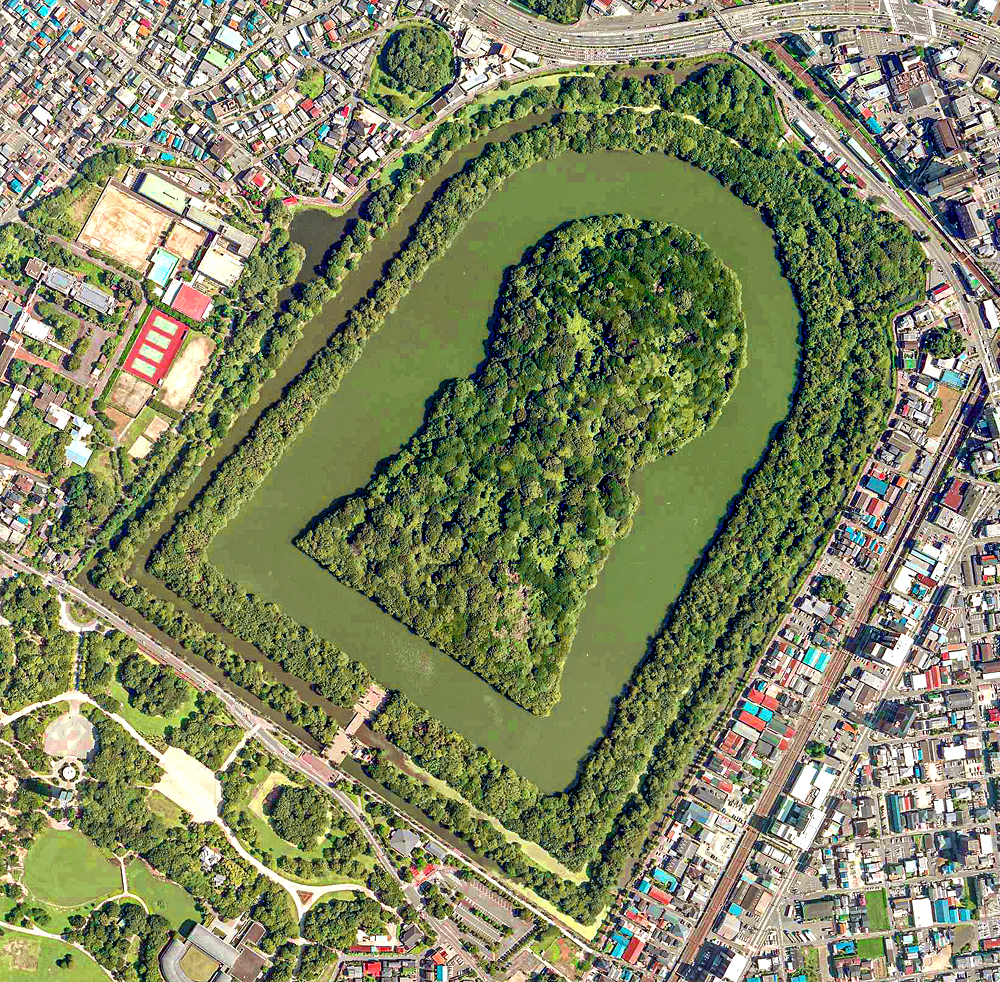
泉北地域には、仁徳天皇陵がある。
画像（2007年撮影）

旧大鳥郡
- 堺市
  - 堺区
  - 北区の一部（旧 五箇荘村・百舌鳥村）
  - 西区
  - 中区
  - 南区
- 高石市

旧和泉郡
- 和泉市
- 泉大津市
- 泉北郡忠岡町
- 岸和田市の一部（旧 山滝村）

#### 泉南
旧南郡
- 岸和田市（旧 山滝村を除く）
- 貝塚市（旧 北近義村・南近義村を除く）

旧日根郡
- 貝塚市の一部（旧 北近義村・南近義村）
- 泉佐野市
- 泉南市
- 阪南市
- 泉南郡熊取町
- 泉南郡田尻町
- 泉南郡岬町

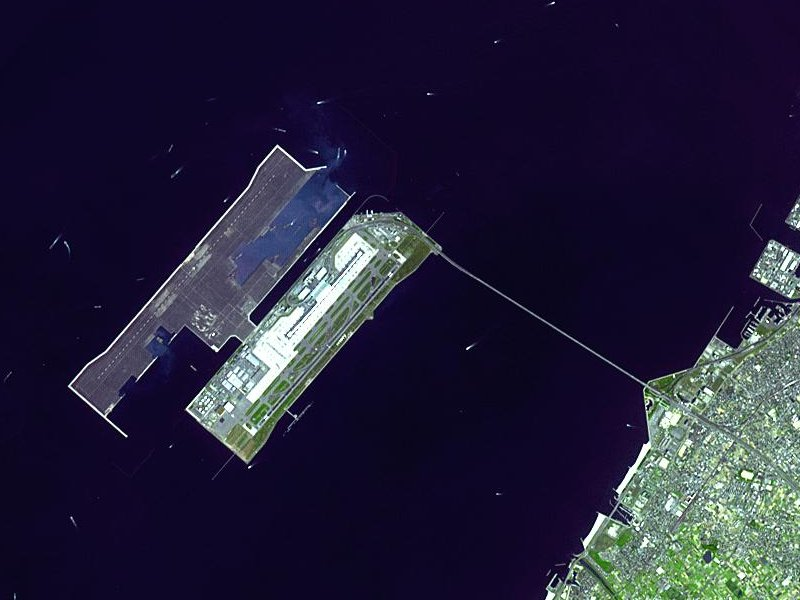
泉南地域には、日本の主要空港のひとつである関西国際空港がある。

※現在では、山滝地区も含めた岸和田市以南を泉南と称することが多い。

## 人物

### 国司
和泉守
- 藤原経俊：天喜年間任官
- 源順：康保4年（967年）任官
- 橘道貞
- 源経頼
- 源頼光
- 藤原家房：天喜5年（1057年）任官
- 小槻孝信：治暦5年（1069年）任官
- 源有宗：延久5年（1073年）任官
- 平盛兼
- 藤原邦綱：保元元年（1156年）任官
- 北朝
  - 有本某：貞治5年（1366年）10月14日ごろ[7]
- 南朝
  - 山東某：正平6年（1351年）10月5日以前[8]
  - 和田正武？（『太平記』）：関連史料：正平6年（1351年）2月[9]、正平12年（1357年）6月13日[10]

### 守護
鎌倉幕府
- 1196年～1203年 - 佐原義連
- 1207年～1221年 - 後鳥羽上皇御計
- 1221年～1248年 - 逸見氏
- 1249年～1261年 - 北条重時
- 1279年～1300年 - 北条時村
- 1313年～1315年 - 北条熙時
- 1315年～1333年 - 北条茂時

室町幕府
- 1336年～1337年 - 畠山国清
- 1337年～1347年 - 細川顕氏
- 1347年～1349年 - 高師泰
- 1349年～1351年 - 畠山国清
- 1351年～1352年 - 細川顕氏
- 1352年～1359年 - 細川業氏
- 1359年～1360年 - 畠山国清
- 1360年～1361年 - 細川業氏
- 1369年～1378年 - 楠木正儀
- 1378年～1391年 - 山名氏清
- 1392年～1399年 - 大内義弘
- 1400年～1403年 - 仁木義員
- 1407年～1408年 - 奥氏
- 1408年～1411年 - 細川頼長
- 1408年～1448年 - 細川基之
- 1411年～1438年 - 細川持有
- 1438年～1450年 - 細川教春
- 1448年～1483年 - 細川持久
- 1450年～1480年 - 細川常有
- 1480年～1500年 - 細川元有
- 1487年～1495年 - 細川勝信
- 1500年～1508年 - 細川元常・細川政久
- 1513年～1523年 - 細川氏
- 1523年～1531年 - 細川九郎
- 1523年～？ - 細川五郎
- 1536年～1554年 - 細川元常
- ？  - 細川五郎（晴貞）
- ？ - 織田信長

### 大名
戦国時代
- 細川氏
- 三好氏

織豊期
- - 織田信張（岸和田城）：1580年頃、和泉半国を領する
  - 蜂屋頼隆：1580年の佐久間信盛の追放後に、和泉国一国の支配権をほぼ任されているが、織田信張との関係は不明
  - 中村一氏（岸和田城）：1583年に3万石で領主となる。1585年、近江国水口岡山城6万石に転封
  - 小出秀政（岸和田城）：中村一氏の後を受け岸和田城主となり、関ヶ原の戦い後に岸和田藩の初代藩主となる

江戸時代の藩
- 豊臣秀頼直轄領（摂津・河内・和泉65万7千石、1600年-1615年）→天領
- 岸和田藩：小出家（3万石→5万石、1600年-1619年）→松平〔松井〕家（5万石→6万石→5万石、1619年-1640年）→岡部家（6万石→5万3千石、1640年～1871年）
- 伯太藩（大庭寺藩）：渡辺家（13,500石、1698年-1871年）
- 陶器藩：小出家（1万石、1604年-1696年）→廃藩（断絶）
- 谷川藩：桑山家（1万石、1606年-1609年）→廃藩・所領は御所藩に編入

※1870年（明治3年）に近江三上藩知事であった遠藤胤城が陣屋を日根郡吉見村に移したことで吉見藩が立藩したが、翌年の廃藩置県により廃藩。

### 武家官位としての和泉守

#### 江戸時代以前
- 天野政景：鎌倉時代前期の御家人、長門国守護
- 楠木正儀：南北朝時代の武将、楠木正成の三男
- 松平信光：室町時代中期から戦国時代初期頃の武将。三河松平氏の第3代当主
- 宇喜多能家：戦国時代の武将。宇喜多直家の祖父
- 宇喜多直家：戦国時代の武将。備前の戦国大名。宇喜多秀家の父
- 太田牛一：戦国時代の武将。信長公記の筆者
- 柿崎景家：戦国時代の武将。越後国の守護代・戦国大名の長尾氏（上杉氏）の家臣
- 吉川経安：戦国時代の武将。石見吉川氏当主
- 天童頼貞：戦国時代の出羽の戦国武将。最上氏庶流天童氏の第16代当主
- 水野忠重：戦国時代から安土桃山時代にかけての武将。徳川二十将の一人

#### 江戸時代
- 近江小室藩小堀家
  - 小堀政恒：第3代藩主
  - 小堀政峯：第5代藩主
  - 小堀政方：第6代藩主
- 鹿島鍋島家
  - 鍋島忠茂：初代藩主
  - 鍋島直朝：第3代藩主
  - 鍋島直堅：第5代藩主
  - 鍋島直熙：第7代藩主
- 筑後三池藩立花家
  - 立花種長：第2代藩主
  - 立花長煕：第5代藩主
  - 立花種善：第7代藩主、陸奥下手渡藩初代藩主
- 伊勢津藩藤堂家
  - 藤堂高虎：初代藩主
  - 藤堂高次：第2代藩主
  - 藤堂高久：第3代藩主
  - 藤堂高睦：第4代藩主
  - 藤堂高敏：第5代藩主
  - 藤堂高朗：第7代藩主
  - 藤堂高悠：第8代藩主
  - 藤堂高嶷：第9代藩主
  - 藤堂高兌：第10代藩主
  - 藤堂高猷：第11代藩主
- 美濃苗木藩遠山家
  - 遠山友春：第4代藩主
  - 遠山友央：第7代藩主
  - 遠山友清：第9代藩主
- 氏次系丹羽家
  - 丹羽氏音：氏次系6代。美濃岩村藩第5代藩主、越後高柳藩初代藩主
  - 丹羽薫氏：氏次系7代。高柳藩第2代藩主、播磨三草藩初代藩主
  - 丹羽氏栄：氏次系8代。三草藩第2代藩主。
  - 丹羽氏福：氏次系9代。三草藩第3代藩主
- 松平〔大給〕家
  - 松平家乗：大給松平家宗家第6代（幕藩体制大名としては初代）。美濃岩村藩初代藩主
  - 松平乗寿：大給宗家第7代。岩村藩第2代藩主、遠江浜松藩初代藩主、上野館林藩初代藩主・老中
  - 松平乗久：大給宗家第8代。館林藩第2代藩主、肥前唐津藩初代藩主
  - 松平乗春：大給宗家第9代。唐津藩第2代藩主
  - 松平乗邑：大給宗家第10代。唐津藩第3代藩主。志摩鳥羽藩主、伊勢亀山藩主、山城淀藩主、下総佐倉藩主・老中
  - 松平乗祐：大給宗家第11代。佐倉第2代藩主、出羽山形藩主、三河西尾藩初代藩主
  - 松平乗完：大給宗家第12代。西尾藩第2代藩主・老中
  - 松平乗寛：大給宗家第13代。西尾藩第3代藩主・老中
  - 松平乗全：大給宗家第14代。西尾藩第4代藩主・老中
  - 松平乗秩：大給宗家第15代。西尾藩第5代藩主
- 忠元系水野家
  - 水野忠之：忠元系5代。三河岡崎藩第4代藩主・老中
  - 水野忠任：忠元系8代。岡崎藩第7代藩主、肥前唐津藩初代藩主
  - 水野忠邦：忠元系11代。唐津藩大4代藩主、遠江浜松藩初代藩主・老中
  - 水野忠精：忠元系12代。浜松藩第2代藩主、出羽山形藩第2代藩主・老中
  - 水野忠弘：忠元系13代。山形藩第3代藩主
- 播磨赤穂藩森家
  - 森長直：備中西江原藩第2代藩主、播磨赤穂藩初代藩主
  - 森忠洪：赤穂藩第5代藩主
  - 森忠哲：赤穂藩第8代藩主
- その他
  - 青山忠雄：遠江浜松藩第2代藩主
  - 稲垣重富：三河刈谷藩第3代藩主、上総大多喜藩初代藩主、下野烏山藩初代藩主
  - 稲垣昭賢：烏山藩第2代藩主、志摩鳥羽藩初代藩主
  - 内田正純：下総小見川藩第4代藩主
  - 大田原純清：下野大田原藩第5代藩主
  - 小笠原吉次：尾張犬山藩主、下総佐倉藩主、常陸笠間藩主
  - 織田信富：上野小幡藩第6代藩主
  - 加藤嘉矩：下野壬生藩第2代藩主、近江水口藩初代藩主
  - 加藤明軌：水口藩第10代藩主
  - 木下俊保：豊後日出藩第6代藩主
  - 九鬼隆律：摂津三田藩第3代藩主
  - 九鬼隆国：三田藩第10代藩主
  - 黒田直英：上総久留里藩第3代藩主
  - 黒田直和：久留里藩第8代藩主
  - 黒田宣政：筑前福岡藩第5代藩主
  - 内藤忠勝：志摩鳥羽藩第3代藩主
  - 本庄道章：美濃岩滝藩主、美濃高富藩初代藩主
  - 本庄道倫：高富藩第3代藩主
  - 松平基知：陸奥白河藩第2代藩主
  - 松平康員：石見浜田藩第3代藩主
  - 榎本武揚：幕府海軍副総裁、蝦夷共和国総裁。明治後海軍中将、駐ロシア公使など
  - 真木保臣：幕末の筑後久留米藩士、久留米水天宮祠官、尊皇攘夷派の活動家

## 合戦
- 1338年：石津の戦い。北朝方（高師直） x 南朝方（北畠顕家）
- 1511年：深井の合戦。細川澄元軍（細川政賢、細川元常） x 細川高国軍（摂津国衆）
- 1562年：久米田の戦い。畠山高政・六角義賢連合軍 x 三好実休軍
- 1585年：千石堀城の戦い。豊臣軍（羽柴秀次） x 根来衆
- 1585年：第二次太田城の戦い。豊臣軍（羽柴秀長、羽柴秀次） x 太田宗正